# Fleshcrawl
Fleshcrawl je německá death metalová kapela z Illertissenu v Bavorsku. Byla založena roku 1987 Stefanem Hanusem a Bastianem Herzogem pod názvem Morgöth. V roce 1990 se přejmenovala na Suffocation, avšak krátce poté v roce 1991 opět mění název na současný Fleshcrawl, důvodem byla existence americké deathmetalové kapely se stejným názvem – Suffocation.
Debutové album se zrodilo v roce 1992 ve stockholmském studiu Montezuma, nese název Descend into the Absurd.

## Diskografie

### Suffocation
Dema
- Mummified Thoughts (1990)
- Festering Flesh (1991)

### Fleshcrawl
Dema
- Festering Flesh (2021) – znovuvydání dema z roku 1991 španělským vydavatelstvím Xtreem Music na 10" vinylu a pod názvem Fleshcrawl

Studiová alba
- Descend into the Absurd (1992)
- Impurity (1994)
- Bloodsoul (1996)
- Bloodred Massacre (1997)
- As Blood Rains from the Sky... We Walk the Path of Endless Fire (2000)
- Soulskinner (2002)
- Made of Flesh (2004)[1]
- Structures of Death (2007)
- Into the Catacombs of Flesh (2019)

EP
- Lost in a Grave (1991)

Kompilační alba
- Crawling in Flesh (2005)
- Festering Thoughts from a Grave (2016) – obsahuje dema Mummified Thoughts (1990) a Festering Flesh (1991) plus EP Lost In A Grave (1991)

Split nahrávky
- Fleshcrawl / Supuration / R.U. Dead? (1993) – 3way split audiokazeta s německou kapelou R.U. Dead? a francouzskou Supuration
- Tales of Flesh and Skin (2016) – společně s německou kapelou Skinned Alive